# Roy Estrada
Pour les articles homonymes, voir Estrada.
Roy Estrada, aussi connu comme Roy Ralph Moleman Guacamole Guadalupe Hidalgo Estrada et Orejón, né le 17 avril 1943 à Santa Ana, est un musicien et chanteur américain.
En tant que bassiste, Il a fait partie de la première itération du groupe de Frank Zappa, The Mothers of Invention en 1964 et jusqu'en 1969, avant d'effectuer sa dernière tournée avec le compositeur américain en 1975-1976. Il est aussi membre fondateur du groupe Little Feat.
Condamné deux fois pour des agressions sexuelles sur des enfants, il purge depuis 2012 une peine de 25 ans de prison.